# Зоряний шлях: Дискавері (сезон 3)
Третій сезон американського телевізійного серіалу «Зоряний шлях: Дискавері» продовжує оповідати про пригоди екіпажу «USS Discovery» — коли вони подорожують у майбутнє, через 900 років після подій оригінального серіалу «Зоряний шлях». Сезон здійснюється телекомпанією CBS Studios спільно з Secret Hideout та Roddenberry Entertainment, а Алекс Курцман та Мішель Парадайз — шоуранери.
Сонеква Мартін-Грін виконує роль Майкл Бернем, в головних ролях такоє задіяні Даг Джонс, Ентоні Репп, Мері Вайзмен та Вілсон Круз.
Сезон був замовлений у лютому 2019 року. Парадайз і Курцман закінчили другий сезон з подорожжю «Дискавері» в майбутнє, поза існуючої канонічності «Стар трек». Це надало можливість дослідити новий період всесвіту «Зоряний шлях». Зйомки відбувалися в липні 2019 — лютому 2020 року у Торонто та Ісландії. Постпродукція відбулася віддалено через пандемію COVID-19.
Прем'єра здійснювалася в потоковому сервісі CBS All Access 15 жовтня 2020 року, та отримала позитивні відгуки. Завершується ефір 7 січня 2021 року. Про зйомки четвертого сезону офіційно оголошено в жовтні 2020 року.

## У ролях

### Головні ролі
- Сонеква Мартін-Грін — Майкл Бернем
- Даг Джонс — Сару
- Ентоні Репп — Пол Сметс
- Мері Вайзмен — Сільвія Тіллі
- Девід Аджала —
- Вілсон Круз

### Другорядні ролі
- Аділ Хуссейн — Адітія Сахіл
- Блу дель Барріо — Адіра Тал
- Ієн Александр — Грей Тал

### Запрошені зірки
- Мішель Єо — Філіппа Джорджі
- Тіг Нотаро — Джетт Рено
- Кеннет Мітчелл
- Аннабелль Волліс — Зора

## Епізоди
| № п/п | № в сезоні | Назва                                                    | Режисер              | Сценарист                                          | Оригінальний показ | Оригінальний показ українською | Код            | Рейтинг        |
| --- | ---------- | -------------------------------------------------------- | -------------------- | -------------------------------------------------- | ------------------ | ------------------------------ | -------------- | -------------- |
| 30 | 1          | «That Hope Is You, Part 1» «Ця надія - це ти, частина 1» | Олатунде Осунсанмі   | Тед Салліван, Гретхен Берг, Аарон Гарбертс         | 15 жовтня 2020     | Буде оголошено                 | Буде оголошено | Буде визначено |
| Після подорожі в майбутнє для захисту чутливої інформації від Контролю, штучного інтелекту, який має намір знищити все живе, Майкл Бернем прибуває в 3188 рік і дізнається, що її намагання були успішними — життя існує в цьому майбутньому. Бернем врізається у корабель Клівленла «Букра» Бука, кур'єра, що перевозить вкрадені вантажі. Бук пояснює, що під час події під назвою «Спал» більша частина дилітію галактики вибухнула, знищивши багато зоряних кораблів, в тому числі більшість Зоряного флоту. Тепер галактика роз'єднана і більше не управляється Об'єднаною федерацією планет. Бернем допомагає Букеру захистити свій вантаж — трансхробака, виду якого загрожує зникнення. Бук везе трансхробака до Святилища. В обмін за допомогу, Бук веде Майкл на, здавалося б, покинуту космічну станцію Федерації — де вони виявляють Адітію Сагіла, «зв'язкового федерації», який чекає в надії, що одного разу офіцер Зоряного Флоту прийде на станцію. Бернем дає йому доручення — виконувати обов'язки начальника зв'язку. Сагіл не може знайти місцезнаходження «USS Discovery», який подорожував у майбутнє разом з Бернем. |            |                                                          |                      |                                                    |                    |                                |                |                |
| 31 | 2          | «Far From Home» «Далеко від дому»                        | Олатунде Осунсанмі   | Мішель Парадайз, Дженні Люмет, Алекс Курцман       | 22 жовтня 2020     | Буде оголошено                 | Буде оголошено | Буде визначено |
| Внаслідок кораблетрощі «USS Discovery» опиняється на планеті-льодовику. Корабель пошкоджено, а члени екіпажу поранені, зокрема й кермовий офіцер Кейла Детмер. Виконуючий обов'язки капітана Сару вирішує відремонтувати корабель, перш ніж дослідити зовнішній світ, але члени команди дізнаються, що їм бракує ресурсів, необхідних для завершення ремонту. Сару та енсін Сільвія Тіллі мандрують до сусіднього поселення, щоби отримати необхідні ресурси, і виявляють групу бідних шахтарів, яких утискає кур'єр Зарех. Шахтарі використовують програмовані матеріали, щоб допомогти «Discovery» — в обмін на частину корабельного дилітію, який дозволив би їм покинути планету і втекти від Зареха. Однак Зарех прибуває і атакує групу, вбиваючи одного з шахтарів та плануючи захопити весь «Дискавері» з дилітієм. Його зупиняють, коли Філіппа Джорджі прибуває, всупереч наказам Сару, і долає Зареха та його людей. Екіпаж повертається до "Дискавері!y з необхідними ресурсами, але паразитичний лід льодовика охопив корабель, і він не може злетіти. Аж поки не прибуває Бернем і звільняє їх з кораблем Букера. |            |                                                          |                      |                                                    |                    |                                |                |                |
| 32 | 3          | «People of Earth» «Люди Землі»                           | Джонатан Фрейкс      | Бо Йон Кім та Еріка Ліппольдт                      | 29 жовтня 2020     | Буде оголошено                 | Буде оголошено | Буде визначено |
| Оскільки Сагіл не в змозі знайти «Дискавер» у 3188 році, Бернем стає кур'єром і працює з Букером, шукаючи підказки щодо долі Федерації. Вона знаходить передачу від адмірала Сенни Тала на Землі, але не може потрапити туди з обмеженою кількістю дилітію. Через рік «Discovery» прибуває в майбутнє, і Бернем знаходить їх. Сару стає новим капітаном, і дилітій «Дискавері» зберігаються на замаскованому кораблі Бука, який він утримує в їх ангарі — для більшої безпечності. «Дискавері» мандрує до Землі і виявляють — вона більше не є частиною Федерації. Слідчі з ради Об'єднаних сил оборони Землі пояснюють членам екіпажу, що Тал мертвий. Усі вони піддаються нападу дилітієвих піратів, які Об'єднані сили оборони Землі намагаються знищити, поки Бернем і Бук не обхитрюють нападаючих, захопивши їх лідера Вена. Під час переговорів між Веном та капітаном Ндойє сторони розуміють, що можуть допомогти один одному та запобігти подальшим боям. Молода дослідниця Адіра повідомляє — вона є господарем симбіонту Трила Тала і пов'язана з його спогадами. |            |                                                          |                      |                                                    |                    |                                |                |                |
| 33 | 4          | «Forget Me Not» «Незабудка»                              | Ганел Калпеппер      | Алан Макелрой; Кріс Сільвестрі та Ентоні Маранвіль | 5 листопада 2020   | Буде оголошено                 | Буде оголошено | Буде визначено |
| Адіра не може згадати, як вона стала носієм симбіонта Тала, та не спроможна отримати доступ до спогадів про попередніх господарів, зокрема й Сенну. Бернем проводить їх до рідного світу Трилів в надії, що вони можуть допомогти розблокувати їх спогади. Трили також більше не є частиною Федерації, але вітають «Дискавері» через їх потребу в нових господарях симбіонтах. Однак багато Трилів відмовляються вірити, що не-Трил може прийняти симбіонта, і відвертаються від Адіри. Група Трилів намагається вбити її і відібрати симбіонта, але Бернем зупиняє їх, і дружній Трил, Опікун Сі, пропонує допомогти. У священних печерах Макала, Сі та Бернем допомагають Адірі зв'язатися з Талом і розблокувати їх спогади — коли Сенна помер, Тала перевели до Грея, хлопця Адіри. Однак незабаром Грей був вбитий, і Адіра запропонувала стати новим господарем — щоб врятувати Тала та спогади про всіх попередніх господарів. Розблокувавши їх спогади, Адіра зможе спілкуватися з Греєм. Тим часом Сару намагається поліпшити моральний стан екіпажу за допомогою доктора Гага Калбера. |            |                                                          |                      |                                                    |                    |                                |                |                |
| 34 | 5          | «Die Trying» «Померти в зусиллях»                        | Майя Врвілло         | Кірстен Бейєр                                      | 12 листопада 2020  | Буде оголошено                 | Буде оголошено | Буде визначено |
| Використовуючи спогади Сенни, Адіра веде «Дискавері» до штабу Зоряного флоту. Головнокомандувач Зоряного флоту Чарльз Венс просить Бернем, Сару та Адіру направитись на базу. Там Адіру забирають для медичного обстеження. Венс інформує Сару та Бернем, що екіпаж буде допитаний та перепризначений під час вивчення їх корабля. На що Сару погоджується, сподіваючись заслужити довіру Зоряного флоту. Розуміючи, що Зоряний флот має справу з кризою охорони здоров'я, яку можливо вирішити за допомогою архіву на борту корабля USS «Тихов», Бернем отримує дозвіл від Венса забрати туди екіпаж «Дискавері» із споровим двигуном щоб отримати насіння. Вони знаходять екіпаж «Тихова» загиблим, за винятком чоловіка, який зазнав смертельної травми. Він того самого виду, що й офіцер безпеки Нган, яка вирішує залишитися з офіцером «Тихова», аби він та його сім'я отримали належне поховання. «Дискавері» повертається до Зоряного Флоту з насінням, і синтезується протиотрута від неправильного згортання білків на рівні пріонів. Венс погоджується, що екіпаж «Дискавері» може залишитися разом, але вони повинні йому підкорятися. |            |                                                          |                      |                                                    |                    |                                |                |                |
| 35 | 6          | «Scavengers» «Стерв'ятники»                              | Дуглас Аарнікоскі    | Енн Кофелл Сондерс                                 | 19 листопада 2020  | Буде оголошено                 | Буде оголошено | Буде визначено |
| "Дискавері" модернізований для використання технологіями майбутнього, зокрема програмованою матерією. Венс відправляє інші кораблі Зоряного флоту з різними місіями по території, що залишилася від Федерації, але наказує «Дискавері» бути готовим до будь-яких місій швидкого реагування. Корабель Букера прибуває з повідомленням тритижневої давност про нове відкриття, яке він зробив — знайшов чорну скриньку корабля Зоряного флоту, який був знищений під час Спалу. Бернем вважає, що вона може використовувати цю чорну скриньку, аби відстежити походження Спалу, але Сару наказує їй залишатися на кораблі — про всяк випадок, якщо вони будуть потрібні Венсу. Бернем погоджується, але потім не виконує цього наказу, беручи Джорджі і корабель Бука, щоб самописець і Букера. На врятованій планеті Ханхал Джорджі грає роль покупця, який шукає рідкісні запчастини корабля, тоді як Берхем знаходить Бука. Вони інсценують бійку у в'язниці для охорони, яка працює на рятувальних майданчиках, це надає їм можливість їм втекти разом із Буком та чорною скринькою. Коли вони повертаються, Венм дорікає Бернем за невиконання наказів. Сару понижує Бернем з посади його першого офіцера.                                              |            |                                                          |                      |                                                    |                    |                                |                |                |
| 36 | 7          | «Unification III» «Об'єднання-3»                         | Джон Дудковскі       | Кірстен Бейєр                                      | 26 листопада 2020  | Буде оголошено                 | Буде оголошено | Буде визначено |
| Після вивчення кілька чорних скриньок, Бернем вважає, що вона може знайти джерело Спалу за даними проекту «SB-19», можливої альтернатива бездилітієвих космічних польотів — розроблених об'єднаним Вулканом — вулканцями та ромуланцями на Ні'Варі (раніше планета Вулкан). Вони вважають, що «SB-19» спричинив Спал, і не хочуть через це передавати дані Федерації. Венс вважає, що Бернем може переконати їх у зворотньому, оскільки її брат Спок розпочав процес об'єднання вулканів і ромуланців. На Ні'Варі Бернем звертається зверається з вимогою провести Т'Кал-ін-кет, особливе вулканське випробування, призначене для перевірки її наукових претензій — в даному випадку щодо даних «SB-19». Майкл представляє її мати Габріель, яка раніше після стрибка в майбутнє приєдналася до ордену Коват-мілат, прихильників абсолютної щирості. Габріель змушує Бернем протистояти власним намірам і почуттю розгубленості щодо своєї долі, що призводить до того, що Майкл відмовляється від намагань казати не всю правду й виходить із суду. Вражена цим, президент Ні'Вару Т'Ріна передає Бернем дані щодо «SB-19». Тим часом Сару призначає Тіллі виконуючим обов'язки першого помічника капітана.                                               |            |                                                          |                      |                                                    |                    |                                |                |                |
| 37 | 8          | «The Sanctuary» «Святилище»                              | Джонатан Фрейкс      | Кеннет Лі; Брендон Шульц                           | 3 грудня 2020      | Буде оголошено                 | Буде оголошено | Буде визначено |
| Букер отримує сигнал лиха від свого «брата» Кайгіма, який повідомляє, що їхній рідній планеті Кведжан загрожує Смарагдовий ланцюг — синдикат андоріанців та оріонців на чолі з Осайрою. Врожай Кведжану був спустошений сараною через зміни клімату, спричинені Спалом, і Кайгім уклав угоду з Осайрою, щоб відбити сарану в обмін на трансхробаків з Кведжану. Це спричинило розрив між Буком та Кайгімом. Цивілізації, які отримують допомогу від Смарагдового ланцюга, часто руйнуються, тому «Дискавері» подорожує до Кведжану. Кайгім повідомляє Буку і Бернем, що Осайра хоче повернути Ріна, андорського бранця, якого звільнили на Ханхалі. Після бійки Кайгім погоджується не слухатись Осайри — в обмін на допомогу «Дискавері» допомогти відлякати сарану. За цей час корабель утримує Осайру від захоплення Ріна, атакуючи її з допомогою корабля Бука, але вона діє хитрістю і обіцяє помсту проти Федерації, перш ніж відступити. Тим часом Калбер вивчає Джорджі, яка, видається, хвора і відчуває провали пам'яті. |            |                                                          |                      |                                                    |                    |                                |                |                |
| 38 | 9          | «Terra Firma» «Земна твердь-1»                           | Омар Мадга           | Алан Макелрой                                      | 10 грудня 2020     | Буде оголошено                 | Буде оголошено | Буде визначено |
| Калбера відвідує загадковий працівник Зоряного флоту Ковіч, який пояснює — оскільки Джорджі подорожувала часом і походить з іншого — дзеркального Всесвіту, її молекули віддалилися занадто далеко від свого походження, тому тепер вона, швидше за все, помре. Після консультацій з комп'ютером «Дискавері», який був доповнений інтелектуальними даними Сфери, Калбер вважає, що Джорджі є можливим врятувати, відвізщи на певну на незаселену планету. Стамец та Адіра використовують дані «SB-19», щоб відстежити джерело Спалу до туманності Верубіан. І виявляє сигнал лиха від зоряного корабля келпійців. На Данусі-V Джорджі та Бернем зустрічають дивну істоту на ім'я Карл, який направляє імператорку до дверей. Джорджі опиняється у Дзеркальному Всесвіті, коли вона була імператоркою Теранської імперії. Вона виявляє, що час, проведений на «Дискавері», змінив її, і імператорка використовує свої знання про інший часопростір, щоб змінити певні події, включаючи порятунок раба Сару та врятування життя підступної Майкл Бернем. |            |                                                          |                      |                                                    |                    |                                |                |                |
| 39 | 10         | «Terra Firma» «Земна твердь-2»                           | Хлое Домонт          | Калінда Васкес                                     | 17 грудня 2020     | Буде оголошено                 | Буде оголошено | Буде визначено |
| Джорджі сподівається очолити поліпшену Теранську Імперію з Бернем, і Майкл катували поки вона не пообіцяла вірності. Імператорка повідомляє келпійцю, що біологічна зміна, відома як Вахар'ай, не означає, що настав час його виздоровлення через смерть, а є природним процесом, який зробить келпійця сильнішим, якщо він дозволить це. Бернем і Джорджі разом працюють, щоб вполювати колишнього коханця Бернема Габріеля Лорку. Але це хитрість, і незабаром Бернем звертається до Джорджі. Після бійки імператорка вбиває Бернем, перш ніж померти на руках у переродженого келпійця. Вона повертається до Дануса-V, де Карл іменує себе Опікуном часу і простору. Він пояснює, що може відправити Джорджі в інший час і місце, де вона виживе, але йому спочатку довелося випробувати імператорку і Опікун був радий побачити її спробу змінити долю Теранської імперії. Джорджі прощається з Бернемо перед подорожжю через портал часу. На «Дискавері» Бук хоче довести свою цінність і використовує технологію Ланцюга, щоб допомогти екіпажу підключитися до систем зоряного корабля келпійців. |            |                                                          |                      |                                                    |                    |                                |                |                |
| 40 | 11         | «The Citadel» «Цитадель (Су'Кал)»                        | Енні Кофелл Саундерс | Норма Бейлі                                        | 24 грудня 2020     | Буде оголошено                 | Буде оголошено | Буде визначено |
| "Дискавері" виявляє ознаки життя на зоряному кораблі в радіоактивній туманності Верубіан, і Сару припускає, що цей індивід може бути дитиною одного з вчених зоряного корабля що зазнав аварії. Експедиційна група здійснює стрибок туди, щоб дослідити, і знаходить всередині туманності планету, яка помережана вкрапленнями дилітію. Сару, Бернем і Калбер транспортуються на планету, залишаючи Тіллі командувати «Дискавері». На планеті експедиційна команда опиняється у складному голографічному моделюванні, розробленому вченими для виховання та захисту дитини. Вони знаходять цю дитину — Су'Кала, і виявляють, що він народився з біологічними адаптаціями, пристосованими до планети та радіоактивної туманністі, тоді як команда порятунку страждає від радіаційного отруєння. Су'Кал не готовий мати справу з реальністю поза симуляцією — і коли він засмучується, то створює енергетичний сплеск, подібний до Опіку. Прилітає корабель Смарагдового ланцюга під командуванням Осайри. Бук летить у туманність, щоб забрати експедиційну команду. Він транспортує Бернем, але решта залишаються з Су'Калом. Осайра захоплює «Дискавері» і змушує його стрибнути до штаб-квартири Федерації.                                              |            |                                                          |                      |                                                    |                    |                                |                |                |
| 41 | 12         | «The Good of the People» «Добро людей (Це — приплив…»    | Кеннет Лі            | Джонатан Фрейкс                                    | 31 грудня 2020     | Буде оголошено                 | Буде оголошено | Буде визначено |
| Осайра видає «Дискавері» за атакований із заблокованими комунікаціями, і Венс вирішує пропустити корабель через щити Федерації. Бернем і Букер використовують небезпечну кур'єрську мережу, щоб вчасно дістатися до штаб-квартири Федерації, аби знищити небезпеу, перш ніж щити закриються. Осайра відправляє Зареха розслідувати, і він захоплює Бука, тоді як Бернем рятується втечею. Букер залишається в заручниках з членами містка і Ріном, Стамец допитується вченим Ауреліо, який планує відтворити споровий шлях «Дискавері». Частина екіпажу « Дискавері» відлітає на шатлах. Осайра пропонує Венсу мирний договір між Федерацією та Смарагдовим ланцюгом. Венс розглядає договір, але наполягає на тому, щоб Осайра була суджена за її злочини — що для неї неприйнятно. Екіпаж містка рятується за допомогою Бука і Ріна, які знову потрапляють у полон. Бернем звільняє Стамеца і викидає його з корабля в капсульованому просторі, щоб запобігти його захопленню — незважаючи на бажання негайно врятувати Калбера, Адіру та Сару. Ауреліо жахається та переживає внутрішнє переродження, коли Осайра вбиває в'язня Ріна. |            |                                                          |                      |                                                    |                    |                                |                |                |
| 42 | 13         | «That Hope Is You, Part 2» «Ця надія — це ти, частина 2» | Олатунде Осунсанмі   | Мішель Парадайз                                    | 7 січня 2021       | Буде оголошено                 | Буде оголошено | Буде визначено |
| Не маючи можливості здійснити стрибок без Стамеца, Осайра виривається із простору штаб-квартири Федерації та відключає підтримку життєдіяльності екіпажу містка «Дискавері». Незважаючи на це, Тіллі та екіпаж можуть за допомогою даних Сфери закласти бомбу в одну із гондол судна, викинувши «Дискавері» із варпу. Бернем пробирається до ядра даних корабля, у важкому бою — мало не перетворившись на частину обладнання — вбиває Осайру в бою та скидає налаштування комп'ютерних систем. Майкл знову вмикає систему підтримки життя і випускає з корабля всіх винищувачів Смарагдового ланцюга. Ауреліо, після злому поглядів, припускає, що Бук міг би використати міцелієву мережу з його емпатичними здібностями, і вони стрибають до туманності Верубіан. Сару допомагає Су'Калу вимкнути моделювання та змиритися зі смертю матері, оскільки його реакція на це стала причиною опіку — в тому ж часі і «Дискавері» прибуває. Сару вирішує допомогти Су'Калу почати нове життя на Камінарі, і Бернем отримує підвищення до посади капітана. Смарагдовий ланцюг руйнується після смерті Осайри, і планети починають знову приєднуватися до Федерації. «Discovery» має завданням доставляти ти дилітій з туманності на планети, відрізані Спалом. |            |                                                          |                      |                                                    |                    |                                |                |                |